# 吳文諭
吳文諭（發音：[ŋo˧˧ van˧˧ zu˧˨ʔ]；1947年12月21日—）是現任越南共產黨中央檢查委員會主席。他還是越南共產黨第11屆中央政治局的委員，在所有委員中，他排名第12。